# Allen Adham
Allen Adham ist ein US-amerikanischer Spieleentwickler und Mitbegründer des US-amerikanischen Computerspielentwicklers Blizzard Entertainment.

## Biografie
Adham begann bereits während seines Studiums an der UCLA mit dem Entwickeln von Computerspielen. Ermutigt durch den Erfolg seiner ersten Spiele, darunter das Adventure Gunslinger, gründete er zusammen mit Michael Morhaime und Frank Pearce eine eigene Computerspielefirma. Zunächst unter dem Namen Silicon & Synapse geführt, wurde sie später zu Blizzard Entertainment umbenannt. 2004 verließ er das Unternehmen und gründete den Hedgefonds Tenfold Capital Partners.
Adham gehört laut GameSpy als Mitbegründer von Blizzard Entertainment, Entwicklungsleiter von Warcraft und als einer der Pioniere des Online-Strategiespiels zu den bedeutendsten Computerspieleentwicklern der Welt.
Am 3. Oktober 2018 wurde bekannt gegeben, dass Mike Morhaime das Amt des Präsidenten und CEO von Blizzard Entertainment an J. Allen Brack abgibt. Morhaime wird weiterhin als Berater für das Unternehmen arbeiten. Es wurde zudem bekannt, dass Adham zur Leitungsabteilung wechselt und dort weiterhin die Entwicklung mehrerer neuer Spiele Blizzards betreuen wird.

## Veröffentlichungen
- 2004 – World of Warcraft
- 2002 – Warcraft 3: Reign of Chaos
- 2001 – Diablo II: Lord of Destruction
- 2000 – Diablo II
- 1998 – StarCraft und StarCraft: Brood War
- 1997 – Diablo
- 1995 – Warcraft 2: Tides of Darkness
- 1994 – Warcraft: Orcs & Humans

## Beteiligt an
- 2000 – StarCraft 64, Nintendo of America Inc.
- 1997 – Norse by Norse West: The Return of the Lost Vikings, Interplay Entertainment Corp.
- 1995 – Justice League Task Force, Acclaim Entertainment, Inc.
- 1994 – Blackthorne, Interplay Productions, Inc.
- 1994 – The Death and Return of Superman, SunSoft
- 1993 – Rock 'n Roll Racing, Interplay Productions, Inc.
- 1992 – The Lost Vikings, Interplay Productions, Inc.
- 1987 – Gunslinger, Datasoft – illustriertes Textadventure für diverse Heimcomputer.[6]